# Zhangmulin
Zhangmulin (kinesiska: 樟木林乡, 樟木林) är en socken i Kina. Den ligger i den autonoma regionen Guangxi, i den södra delen av landet, omkring 330 kilometer nordost om regionhuvudstaden Nanning. Antalet invånare är 30145. Befolkningen består av 13 906 kvinnor och 16 239 män. Barn under 15 år utgör 24,0 %, vuxna 15-64 år 65 %, och äldre över 65 år 10,0 %.
Genomsnittlig årsnederbörd är 2 260 millimeter. Den regnigaste månaden är juni, med i genomsnitt 376 mm nederbörd, och den torraste är oktober, med 44 mm nederbörd.